# Midea Group
Midea Group er en kinesisk producent af elektrisk udstyr med hovedkvarter i Foshan, Guangdong. I 2021 havde de 150.000 ansatte fordelt på 200 datterselskaber og 60 udenlandske afdelinger. Mideas produkter omfatter belysning, vandudstyr, køkkenudstyr, hårde hvidevarer, køl/frys og HVAC. Det er verdens største producent af robotter igennem datterselskabet KUKA.